# Sidhpur
Sidhpur es una ciudad de la India en el distrito de Patan, estado de Guyarat. Reconocida por su importancia histórica, cultural y religiosa, Sidhpur se encuentra a orillas del río Saraswati, lo que ha contribuido significativamente a su desarrollo y atractivo a lo largo de los siglos.
La ciudad es famosa por sus templos, ghats y mansiones tradicionales, conocidas localmente como havelis, que reflejan la rica herencia arquitectónica y cultural de la región. Entre los lugares destacados de Sidhpur se encuentra el Templo de Bindu Sarovar, un lugar sagrado para los rituales funerarios hindúes, y el Templo de Rudra Mahalaya, una estructura histórica que data del siglo X, atribuida a la dinastía Solanki.

## Geografía
Se encuentra a una altitud de 134 m s. n. m. a 95 km de la capital estatal, Gandhinagar, en la zona horaria UTC +5:30.

## Demografía
Según estimación 2011 contaba con una población de 55 232 habitantes.